# Jungnang-gu
Jungnang-gu  (Hangul: 중랑구, Hanja: 中浪區, Hán Việt: Trung Lang/Lãng khu) là một quận (gu) của thủ đô Seoul, Hàn Quốc. Quận này có diện tích 18,5 km2, dân số 440.863 người, nằm ở phía bắc sông Han. Quận được chia ra 20 phường hành chính (dong).